# Симон Нилсен
Симон Нилсен (дан. Simon Nielsen; Редовре, 27. октобар 1986) професионални је дански хокејаш на леду који игра на позицији голмана. 
Члан је сениорске репрезентације Данске за коју је дебитовао на светском првенству 2005. године. Двоструки је првак Данске у сезонама 2002/03. и 2004/05.
Његов млађи брат Франс Нилсен такође је професионални хокејаш на леду.